# Greatest Hits (Blink-182)
Greatest Hits é uma coletânea da banda estadunidense Blink-182, lançada dia 1 de Novembro de 2005 pela gravadora Geffen Records. Originalmente, "Carousel" não estava na lista de canções, mas a pedido dos fãs ela foi incluída.

## Faixas
| Críticas profissionais | Críticas profissionais |
| Avaliações da crítica  | Avaliações da crítica  |
| Fonte                  | Avaliação              |
| ---------------------- | ---------------------- |
| Allmusic               | [ 2 ]                  |
| Sputnikmusic           | [ 6 ]                  |

### CD[1][2]
1. "Carousel" – 3:12 (do álbum Cheshire Cat)
2. "M+M's" – 2:36 (do álbum Cheshire Cat)
3. "Dammit" – 2:46 (do álbum Dude Ranch, versão single)
4. "Josie" – 3:05 (do álbum Dude Ranch, versão single)
5. "What's My Age Again?" – 2:28 (do álbum Enema of the State)
6. "All the Small Things" – 2:47 (do álbum Enema of the State, versão single)
7. "Adam's Song" – 4:07 (do álbum Enema of the State)
8. "Man Overboard" – 2:49 (do álbum The Mark, Tom, and Travis Show (The Enema Strikes Back!))
9. "The Rock Show" – 2:51 (do álbum Take Off Your Pants and Jacket)
10. "First Date" – 2:51 (do álbum Take Off Your Pants and Jacket)
11. "Stay Together for the Kids" – 3:59 (do álbum Take Off Your Pants and Jacket)
12. "Feeling This" – 2:55 (do álbum Blink-182)
13. "I Miss You" – 3:47 (do álbum Blink-182)
14. "Down" – 3:13 (do álbum Blink-182)
15. "Always" – 4:17 (do álbum Blink-182)
16. "Not Now" – 4:23 (da versão britâncica do álbum Blink-182)
17. "Another Girl, Another Planet" – 2:43 (cover de The Only Ones)

### DVD
1. "Dammit" – 2:51
2. "Josie" – 3:34
3. "What's My Age Again?" – 2:26
4. "All the Small Things" – 2:51
5. "Adam's Song" – 4:13
6. "Man Overboard" – 2:54
7. "The Rock Show" – 3:07
8. "Stay Together for the Kids" – 4:09
9. "First Date" – 3:31
10. "Feeling This" – 3:10
11. "I Miss You" – 3:49
12. "Down" – 3:14
13. "Always" – 4:16

## Formação

### CD
- Tom DeLonge – vocal e guitarra
- Mark Hoppus – vocal e baixo
- Scott Raynor – bateria (faixas 1–4)
- Travis Barker – bateria (faixas 5–17)

### DVD
- Tom DeLonge – vocal e guitarra
- Mark Hoppus – vocal e baixo
- Scott Raynor – bateria (faixas 1–2)
- Travis Barker – bateria (faixas 3–13)